# Paspalum compressifolium
Paspalum compressifolium är en gräsart som beskrevs av Jason Richard Swallen. Paspalum compressifolium ingår i släktet tvillinghirser, och familjen gräs. Inga underarter finns listade i Catalogue of Life.